# Edel Rodriguez
Edel Rodriguez, né le 22 août 1971 à La Havane (Cuba), est un artiste, illustrateur et caricaturiste américain d'origine cubaine.

## Biographie
En 1980, la famille Rodriguez est expulsée de Cuba avec 125000 autres personnes jugées contre-révolutionnaires, lors de «l'exode de Mariel», et s'installe à Key West en Floride.
Edel étudie à l'Institut Pratt, puis au Hunter College (New York). Encore étudiant, il commence à travailler pour le magazine satirique Spy, la chaîne MTV et les éditions Penguin Books.
En 1994, il devient directeur artistique pour le magazine Time. Il occupe cette fonction jusqu'en 2008, lorsqu'il se dédie entièrement à l'illustration artistique et commerciale, notamment pour de grandes publications périodiques (The New Yorker, Time, Rolling Stone, Fortune, The New York Times, Der Spiegel, etc.). Il est notamment l'auteur de nombreuses caricatures de Donald Trump.